# Marsolan
Marsolan är en kommun i departementet Gers i regionen Occitanien i sydvästra Frankrike. Kommunen ligger i kantonen Lectoure som tillhör arrondissementet Condom. År 2022 hade Marsolan 442 invånare.

## Befolkningsutveckling
Antalet invånare i kommunen Marsolan
Referens:INSEE